# Taleporia szocsi
Taleporia szocsi är en fjärilsart som beskrevs av Leo Sieder 1955. Taleporia szocsi ingår i släktet Taleporia och familjen säckspinnare. Inga underarter finns listade i Catalogue of Life.